# Giải Wolf về Toán học
The Giải Wolf về Toán học (tiếng Anh: Wolf Prize in Mathematics) là một trong 6 giải thưởng của Quỹ Wolf phần lớn được trao hàng năm kể từ năm 1978, cho các thành tựu nổi bật trong Toán học. Các giải thưởng khác của Quỹ Wolf là Giải Wolf về Nông nghiệp, Giải Wolf về Hóa học, Giải Wolf về Y học, Giải Wolf về Vật lý và Giải Wolf về Nghệ thuật.
Cho tới khi lập ra Giải Abel, giải này gần như tương đương với giải Nobel Toán học, vì Huy chương Fields uy tín hơn chỉ được trao 4 năm một lần cho những nhà toán học dưới 40 tuổi.

## Danh sách người đoạt giải
| Năm    | Tên                      | Quốc tịch                          | Ghi chú |
| ------ | ------------------------ | ---------------------------------- | ------- |
| 1978   | Israel Gelfand           | Liên Xô                            |         |
| 1978   | Carl L. Siegel           | Đức                                |         |
| 1979   | Jean Leray               | Pháp                               |         |
| 1979   | André Weil               | Pháp                               |         |
| 1980   | Henri Cartan             | Pháp                               |         |
| 1980   | Andrey Kolmogorov        | Liên Xô                            |         |
| 1981   | Lars Ahlfors             | Phần Lan                           |         |
| 1981   | Oscar Zariski            | Hoa Kỳ                             |         |
| 1982   | Hassler Whitney          | Hoa Kỳ                             |         |
| 1982   | Mark Grigoryevich Krein  | Liên Xô                            |         |
| 1983/4 | Shiing-Shen Chern        | Trung Quốc                         |         |
| 1983/4 | Paul Erdős               | Hungary                            |         |
| 1984/5 | Kunihiko Kodaira         | Nhật Bản                           |         |
| 1984/5 | Hans Lewy                | Hoa Kỳ                             |         |
| 1986   | Samuel Eilenberg         | Hoa Kỳ                             |         |
| 1986   | Atle Selberg             | Na Uy                              |         |
| 1987   | Kiyoshi Itō              | Nhật Bản                           |         |
| 1987   | Peter Lax                | Hoa Kỳ                             |         |
| 1988   | Friedrich Hirzebruch     | Đức                                |         |
| 1988   | Stephen Hawking          | Hoa Kỳ                             |         |
| 1988   | Lars Hörmander           | Thụy Điển                          |         |
| 1989   | Alberto Calderón         | Argentina                          |         |
| 1989   | John Milnor              | Hoa Kỳ                             |         |
| 1990   | Ennio de Giorgi          | Ý                                  |         |
| 1990   | Ilya Piatetski-Shapiro   | Israel                             |         |
| 1991   | Không trao giải          | Không trao giải                    |         |
| 1992   | Lennart Carleson         | Thụy Điển                          |         |
| 1992   | John G. Thompson         | Hoa Kỳ                             |         |
| 1993   | Mikhail Gromov           | Nga                                |         |
| 1993   | Jacques Tits             | Bỉ/ Pháp                           |         |
| 1994/5 | Jürgen Moser             | Thụy Sĩ                            |         |
| 1995/6 | Robert Langlands         | Canada                             |         |
| 1995/6 | Andrew Wiles             | Anh Quốc                           |         |
| 1996/7 | Joseph B. Keller         | Hoa Kỳ                             |         |
| 1996/7 | Yakov G. Sinai           | Nga                                |         |
| 1998   | Không trao giải          | Không trao giải                    |         |
| 1999   | László Lovász            | Hungary                            |         |
| 1999   | Elias M. Stein           | Bỉ/ Hoa Kỳ                         |         |
| 2000   | Raoul Bott               | Hoa Kỳ                             |         |
| 2000   | Jean-Pierre Serre        | Pháp                               |         |
| 2001   | Vladimir Arnold          | Nga                                |         |
| 2001   | Saharon Shelah           | Israel                             |         |
| 2002/3 | Mikio Sato               | Nhật Bản                           |         |
| 2002/3 | John Tate                | Hoa Kỳ                             |         |
| 2004   | Không trao giải          | Không trao giải                    |         |
| 2005   | Grgory Margulis          | Nga                                |         |
| 2005   | Sergei Petrovich Novikov | Nga                                |         |
| 2006/7 | Stephen Smale            | Hoa Kỳ                             |         |
| 2006/7 | Hillel Furstenberg       | Israel                             |         |
| 2008   | Pierre Deligne           | Bỉ                                 |         |
| 2008   | Phillip A. Griffiths     | Hoa Kỳ                             |         |
| 2008   | David B. Mumford         | Hoa Kỳ                             |         |
| 2009   | Không trao giải          | Không trao giải                    |         |
| 2010   | Shing-Tung Yau           | Hoa Kỳ · (Người Mỹ gốc Trung Quốc) |         |
| 2010   | Dennis P. Sullivan       | Hoa Kỳ                             |         |
| 2011   | Không trao giải          | Không trao giải                    |         |
| 2012   | Michael Aschbacher       | Hoa Kỳ                             |         |
| 2012   | Luis Caffarelli          | Argentina · Hoa Kỳ                 |         |
| 2013   | George D. Mostow         | Hoa Kỳ                             |         |
| 2013   | Michael Artin            | Hoa Kỳ                             |         |
| 2014   | Peter Sarnak             | Nam Phi · Hoa Kỳ                   |         |
| 2015   | James G. Arthur          | Canada                             |         |
| 2016   | không có giải thưởng     |                                    |         |
| 2017   | Richard Schoen           | Hoa Kỳ                             |         |
| 2017   | Charles Fefferman        | Hoa Kỳ                             |         |
| 201 8  | Alexander Beilinson      | Russia United States               |         |
| 201 8  | Vladimir Drinfeld        | Ukraine United States              |         |